# Boukary Koutou
Moro Naba Wobgho dit Boukary koutou (né vers 1850 mort en janvier 1904) était un roi (Moro Naba) de Ouagadougou au Burkina Faso intronisé comme 32e Moro Naba.

## Biographie

### Naissance

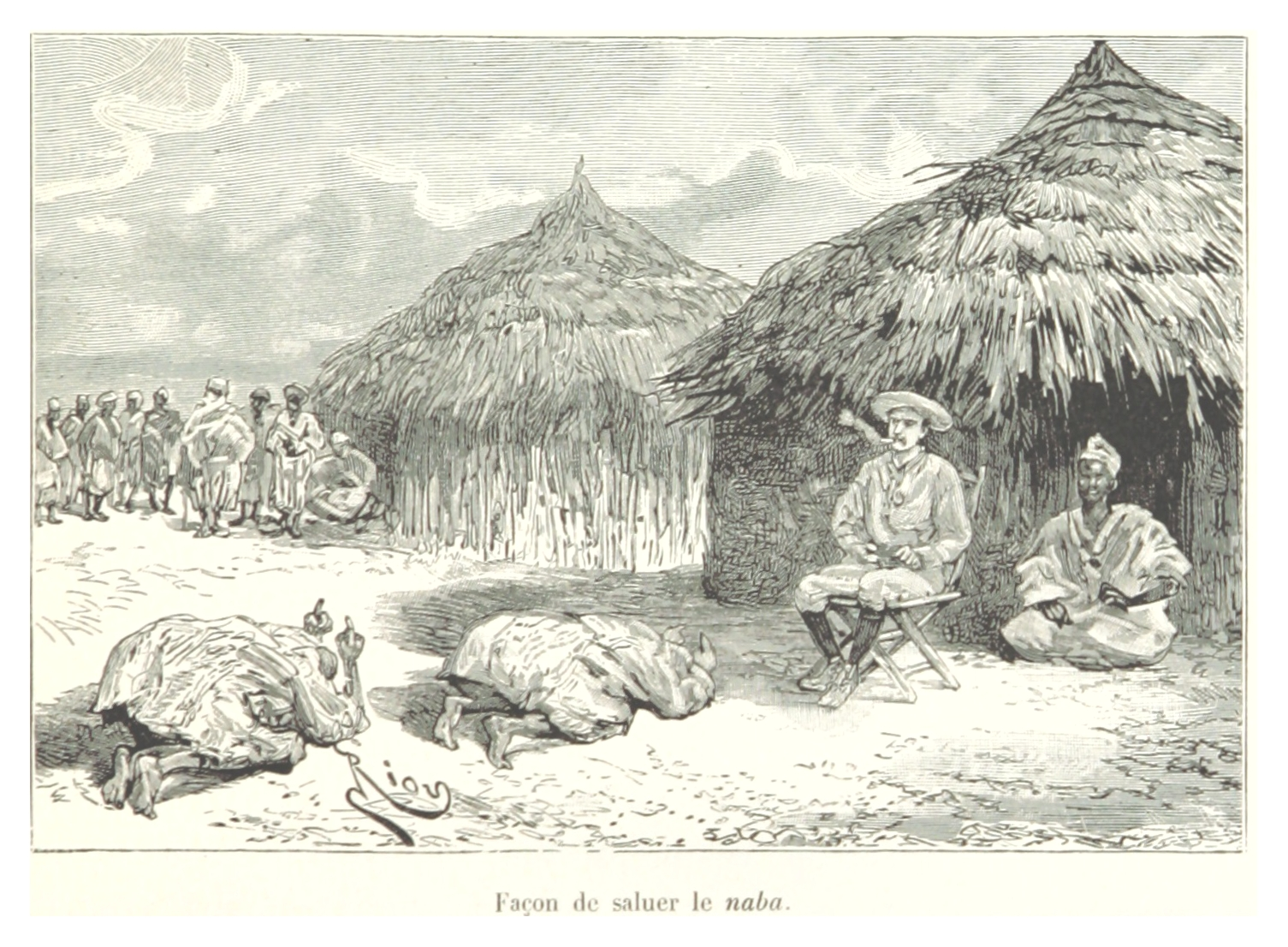
Boukary Koutou, illustration extraite de L-G. Binger, Du Niger au golfe de Guinée, Hachette, 1892, p. 451.

Boukary Koutou est le huitième fils du Moro Naba Koutou et de la reine Hawa. Il s'oppose à son frère Sanem lorsque ce dernier est désigné comme Moro Naba en 1871 et il est obligé de s'exiler de Ouagadougou.
Il effectue des raids au Gourounsi et au Kipari. En juin 1888, il rencontre Louis-Gustave Binger à Bancma sur la Volta Rouge et se fait apprécier par l'européen. Binger écrit : « Boukary Naba est du reste fort bien élevé pour un nègre. Par ses manières il laisse de suite deviner qu'il appartient à une classe élevée de la société noire. C'est un grand bel homme d'une quarantaine d'années ; il a la figure pleine et plutôt ronde qu'ovale ; son menton se termine par une toute petite barbiche, et, quoique tatoué en Mossi, il n'est pas défiguré. Son regard est franc. L'ensemble de sa physionomie dénote l'intelligence. Il doit être bon, mais en même temps très ferme dans ses résolutions. ».
Empêché de continuer son chemin par Naba Sanem, Binger retourne voir Boukary le samedi 13 juillet 1888. Boukary l'accueil avec amitié (« Boukary Naba ne se départit pas une seule fois de sa ligne de conduite... »). Il lui offre alors un cheval. Binger explique alors la vie difficile et errante de Boukary : « Pour subsister et tenir un certain rang, il est forcé de vivre de pillage et même de brigandage »).
Au moment de son départ, Boukary offre à Binger trois jeunes femmes de vingt à vingt-cinq ans qu'il désire lui faire épouser : « Passer brusquement du célibat à un triple mariage me parut un peu excessif ; je fis part de mes scrupules à Boukary Naba, et lui en renvoyai deux, n'en gardant qu'une pour faire la cuisine à mes hommes ». Boukary tient absolument à ce que Binger les épouse. Finalement, un terrain d'entente est trouvé : « [...] je ferais épouser les trois femmes par mes serviteurs les plus dévoués ».
À la mort du Naba Sanem en 1889, il réussit à se faire nommer par le collège électoral Moro Naba et prend alors le nom de règne de Wobgho c'est-à-dire Éléphant. Il entre en conflit avec le Kombéré(Roi vassal) de Laalé avec l'aide du Zerma. François Crozat lui rend visite en septembre 1890 mais il refuse de recevoir Parfait Louis Marteil en avril 1891. En juillet 1894, il conclut un traité d'alliance avec l'anglais Georges Fergusson puis il refuse de recevoir les émissaires français à Ouagadougou. Les troupes françaises occupent la cité en septembre 1896, Wobgho fait appel en vain aux Anglais puis il abandonne la ville et se retire à Nobéré au cours de l'hiver 1896-1897. Les Français prononcent sa déchéance le 21 janvier 1897 toutefois le Manga et une partie du Busansi lui restent fidèle jusqu'à sa disparition en janvier 1904.